# Pandemia de gripe A (H1N1) de 2009-2010 en Guatemala
La pandemia de gripe A (H1N1), que se inició en 2009, entró en Guatemala el 5 de mayo del mismo año. Éste fue el 7º país en reportar casos de gripe A en el continente americano. La primera persona infectada por esta pandemia fue una niña de la Ciudad de Guatemala, que fue detectada por el cordón sanitario ubicado en el Aeropuerto Internacional La Aurora.

## Brote
El 27 de abril se dio la alarma por la presunta propagación del virus de la influenza A H1N1 en Guatemala. Se tomaron medidas inmediatas en los sistemas de emergencia y prevención que están diseminados por el país centroamericano para evitar la posible llegada del virus. El 5 de mayo el ministro de Salud anunció la presencia de un caso confirmado en el país. Se trata de una niña de 11 años que hace unos días regresó de Cuernavaca, México.
Todavía no hay muertes de esta epidemia.
El 8 de mayo dos mujeres jóvenes que viven en la capital guatemalteca dieron resultado positivo en los exámenes para detectar la influenza A. Ellas habrían contraído la dolencia después de entrar en contacto con personas procedentes de México.
El 20 de mayo un hombre de 75 años de edad, residente en el departamento de San Marcos, fue declarado  como el cuarto caso positivo de gripe A H1N1 en el país, según las autoridades sanitarias.
El 2 de junio de 2009, llegan a 16 los casos confirmados de la gripe A (H1N1). Pero el 9 de junio se registraron otros 66 casos de gripe A (H1N1).[cita requerida]
El ministro indicó, en conferencia de prensa, que de los seis nuevos casos cuatro son mujeres, estando entre ellas una niña de 5 años (estudiante del colegio Monte María), una joven de 12 años (de quien no precisó el lugar de residencia), otra mujer de 30 (residente de Colinas de Minerva) y otra de 31 (de Villa Nueva). Respecto a los dos hombres, señaló que uno es un adolescente de 12 años de la colonia Aurora, y otro niño de la misma edad de la colonia El Rodeo (zona 7).[cita requerida]
El 10 de junio de 2009, el ministro de Salud, Celso Cerezo, reportó ocho nuevos casos de gripe A (H1N1): siete mujeres y un hombre; con los que el número de contagios en el país aumenta a 74. El ministro también informó el caso de un niño de 12 años que murió en los últimos días, quien se encontraba recluido en un hospital privado y estaba infectado con la gripe A (H1N1) (aunque señaló que falleció de insuficiencia renal, como lo señala el diagnóstico).
Rosa Beatriz de Larios, directora del colegio Monte María (en la zona 12), informó que esa institución se adelantó a la cartera de Educación, y que decidió adelantar las vacaciones semestrales a partir del 12 de junio.[cita requerida]
También se confirmó la suspensión de clases en las escuelas y colegios a partir del próximo 15 de junio, para evitar la propagación del virus. Las clases se reiniciarán el 1 de julio.[cita requerida]
El 11 de junio de 2009, las autoridades guatemaltecas informaron de la aparición de 5 nuevos casos, elevando el número de casos al país con 85, por lo que varias instituciones privadas tuvieron que ser clausuradas por sus estudiantes contagiados.
El 13 de junio el ministro salud afirma que 74 casos se han recuperado.
Las autoridades han garantizado que están en capacidad de atender la contingencia de la influenza A (H1N1); cuenta con más de 21 mil tratamientos de antivirales y comprará próximamente 25 mil más.Los países del istmo han anunciado oficialmente 720 casos del virus de la gripe A (H1N1) : 245 en Panamá, 118 en Costa Rica, 100 en Honduras, 95 en El Salvador, 96 en Guatemala y 77 en Nicaragua. Belice no ha reportado casos.
El Jueves 25 de junio, en conferencia de prensa el ministro de Salud de Guatemala, Celso Cerezo confirmó la primera muerte directamente por gripe A H1N1 en el país, la víctima mortal de treinta y cinco años era originario de Cuilapa, Santa Rosa. Así mismo confirma ocho casos positivos. de estos 5 son hombres, detectados en la capital (1), San Marcos (1), Quetzaltenango (1), Zacapa (1) y Santa Rosa (1, fallecido); y tres mujeres en la capital (1), Suchitepéquez (1) y Chimaltenango (1), lo que hace que la cifra oficial llegue a 254 casos. [cita requerida]
Hasta el 27 de abril de 2010 (fecha de la última actualización), Guatemala confirmó 1.170 casos y 19 muertes por la gripe A (H1N1).
En marzo del 2012 se presentan alertas por nuevos brotes de esta enfermedad en diversos departamentos del país.[cita requerida]

### Otros
- Gripe A (H1N1), en la Organización Mundial de la Salud
- Fases pandémicas de la OMS
- Influenza Research Database Database of influenza sequences and related information.
- Centers for Disease Control and Prevention (CDC): Swine Influenza (Flu) (inglés)
- Medical Encyclopedia Medline Plus: Swine Flu (inglés)
- Medical Encyclopedia WebMD: Swine Flu Center (inglés)
- Organización Mundial de la Salud (OMS): Gripe porcina (español)
- Centros para el Control y la Prevención de Enfermedades: Influenza A (H1N1) (gripe A H1N1) (español)
- Enciclopedia Médica Medline Plus: Gripe porcina (español)

- Datos: Q6059544